# Pterygophyllum convallium
Pterygophyllum convallium là một loài Rêu trong họ Hookeriaceae. Loài này được Brid. mô tả khoa học đầu tiên năm 1827.